# Venec (arhitektura)
Gejzon (starogrško γεῖσον, pogosto se zamenja z nekoliko širšim izrazom venec) je arhitekturni element, pomemben zlasti pri grških in rimskih zgradbah, uporablja pa se tudi v arheoloških publikacijah. Gejzon je del ogredja, ki štrli navzven z vrha friza v dorskem slogu in z vrha friza (ali včasih arhitrava) jonskega in korintskega sloga, ki na pročelju templja uokvirja trikotno čelo strehe (timpanon). Zunanji zgornji rob ima pogosto še odkapnik, narejen kot izpostavljena letev za odvod deževnice; letve ali drugi okrasni elementi so bili včasih tudi poslikani. Nad gejzonom je potekala sima (kapni napušč na antičnem ostrešju). Spodnji gejzon se lahko imenuje nadstrešek (francosko soffite, latinsko suffigere – v arhitekturi katera koli spodnja stran). Oblika gejzona (zlasti odkapnik) se pogosto uporablja kot element za določanje kronologije razvoja zgradbe. 

## Vodoravni gejzon
Vodoravni gejzon teče okoli celotnega grškega templja in štrli nad ogredje za zaščito pred vremenskimi vplivi in kot okrasni element.  Vodoravni gejzon lahko najdemo pri drugih starih strukturah, ki so narejene po enem od arhitekturnih slogov. Horizontalna sima (s svojima antefiksom in bruhalnikom) je tekla nad vodoravnim gejzonom vzdolž stranice stavbe in imela vlogo žleba za odvod deževnice in končnega okrasja.

### Dorski slog
V dorskem slogu je nagnjena spodnja stran horizontalnega gejzona okrašena z vrsto štrlečih, pravokotnih mutulov (zaključna deska, previsna plošča pod dorskim gejzonom), usklajenih s triglifi in metopami v dorskem frizu. Vsak mutul je običajno imel tri vrstice šestih gut (kapljičast okras), ki štrli od spodaj. Vrzeli med moduli se imenujejo vie (ceste). Učinek tega okrasja je bil tematsko povezan s celotno dorsko ogredje (arhitrav, friz in gejzon) s ponavljajočim se vzorcem navpično in vodoravno poravnanih arhitekturnih elementov. Uporaba letve na vrhu štrlečega odseka je skupna, kot je odvod spodnjega roba v pomoč pri razpršitvi deževnice. Da bi ločili gejzon od friza, je običajno okras oblikovan usklajeno s triglifom.

### Jonski in korintski slog
Horizontalni gejzon teh slogov je oprt na letev namesto dorskih mutul z okrasjem.

## Naklon gejzona
Naklon gejzona poteka vzdolž zgornjega roba pedimenta na templju ali drugem objektu, kot je edikula prednje skene (del gledališke stavbe). Ta element je manj okrasen od vodoravnega gejzona in pogosto različnega profila od vodoravnega gejzona pri enaki zgradbi. Razlika je še posebej izrazita v dorskem slogu, v katerem naklon gejzona nima razpoznavnih mutul. Naklon sime poteka čez naklon gejzona kot okrasni zaključek, v bistvu je žleb.